# Rolf Spörhase
Rolf Spörhase (* 26. Januar 1889 in Wiershausen; † 4. Mai 1982 in Hamburg) war ein deutscher Kaufmann und Schriftsteller.

## Leben

### Ausbildung und Kooperationen mit Karl Schneider
Der nahe Hann. Münden geborene Spörhase war der Sohn eines Müllers, der eine Wassermühle betrieb. Da der Vater früh verstarb, nahm ihn sein Onkel Karl Spörhase im Alter von acht Jahren bei sich auf. Nach dem Schulbesuch in Celle machte er eine kaufmännische Lehre bei einem Transportunternehmen in Hamburg. Anschließend arbeitete er drei Jahre als Handelsvertreter für die Firma Chas. A. Schieren Company. Dieses amerikanische Unternehmen stellte Treibriemen her und unterhielt in Hamburg seine Europaniederlassung. Spörhase reiste als technischer Berater durch Deutschland, das Baltikum, in die Ukraine, durch große Teile Russlands bis zum Kaukasus und zum Schwarzen Meer. Da ihn das Themengebiet sehr interessierte, nutzte er die Reisen, um verschiedene Baustile in Augenschein zu nehmen. Während des Ersten Weltkriegs kämpfte er als Soldat und wurde dabei dreifach schwer verletzt. Während des Zweiten Weltkriegs schilderte er in einem Typoskripkt von 1941 seine Erinnerungen an diese Zeit. Der Krieg habe seine Weltsicht geändert und er sei in dieser Zeit zu der Erkenntnis gelangt, dass der Mensch „aus eigener Verantwortung, mit innerer Wahrhaftigkeit, das Leben zu gestalten“ müsse.
Neben der Tätigkeit als Handlungsreisender schrieb Spörhase als Autodidakt zur Architektur. Die Schriften erregten das Interesse des Architekten Karl Schneider. Aufgrund seiner Empfehlung wechselte Spörhase 1924 als hauptberuflicher Mitarbeiter zur Bau-Rundschau. Ab 1926 arbeitete er dort als Schriftleiter. Spörhase versuchte sich dabei an eigenen Kritiken der norddeutschen Architektur, berücksichtigte jedoch vorhandene Quellen. Für Heft 9 der Kulturzeitschrift Der Kreis befasste er sich mit zwei Landhäusern seines Förderers Schneider, die er als „Heimatkunst im neuen Sinne“ beschrieb und die nicht aufgrund ihrer Tradition, sondern aufgrund der ihnen innewohnenden „zeitgemäßen künstlerischen Tat“ bedeutend seien. 1928 erwähnte er das von Schneider gestaltete Haus Michaelsen lobend, da es bedeutend für aktuelle Entwicklungen in der Hamburger Architektur sei.
1927 übertrug Karl Schneider Spörhase die Geschäftsführung der Arbeitsgemeinschaft Jarrestraße. Im Rahmen dieser Baumaßnahmen ließen beide zwei neue, nebeneinanderliegende Villen in Bahrenfeld bauen, in denen sie selbst wohnten. Das Arbeitsverhältnis Spörhases mit Schneider endete 1930.

### Wirken ab 1930
Aufgrund der Weltwirtschaftskrise und der stark rückgängigen Konjunktur am Bau schrieb Spörhase nun vermehrt. Bis 1932 arbeitete er als Schriftleiter der Bau-Rundschau. 1930 gab er die Zeitschrift Das Bild. Monatshefte für Kunst und Technik heraus. Sein Buch Baukunst als Ausdruck der Zeit ging nie in den Druck. Spörhase schrieb zu Wohnungsbaugenossenschaften und Bausparkassen und übernahm vorübergehend die Redaktion der Zeitschrift Haus und Garten. Weitere Artikel verfasste er für die Architekturzeitschrift Stein – Holz – Eisen aus Frankfurt am Main, für Sparen und Bauen, Moderne Bauformen, 1929 für die Tonindustrie-Zeitung und Westermanns Monatshefte. Während dieser Zeit schrieb er auch sein wichtigstes Werk über den Bau-Verein zu Hamburg, das als Standardwerk gilt.
In den 1940er Jahren hatte Spörhase große gesundheitliche und finanzielle Schwierigkeiten, aufgrund derer er mehrere Arbeiten in der Wohnungswirtschaft nicht annehmen konnte. 1941 starb sein Sohn Martin kurz nach Beginn seines Architekturstudiums im Zweiten Weltkrieg. Der Tod seines Kindes löste bei Spörhase eine große emotionale Krise aus. Nach Kriegsende arbeitete der Wohnungsfachmann mindestens bis 1949 erneut als Herausgeber der Bau-Rundschau. Ein Themenheft von 1947, das sich auf hohem Niveau mit dem Wiederaufbau Hamburgs beschäftigte, wurde viel beachtet. Spörhase selbst schrieb hierfür einen Beitrag, in dem er historische Katastrophen in der Hansestadt und die daraus resultierenden Folgen für den sozialen Wohnungsbau miteinander verglich. Dabei ging er auf den Hamburger Brand, die Choleraepidemie von 1892, die Folgen der Operation Gomorrha und die zu dieser Zeit herrschende Hungersnot ein.
Da er arbeitslos war, gründete Spörhase 1951 einen eigenen Verlag. Er verfasste eine „Zeitschrift für Architektur, Städtebau, Wohnungswesen“, die er unter dem Titel „Bauhefte“ veröffentlichte. Aufgrund finanzieller Probleme erschienen lediglich zwei Ausgaben. Danach befasste sich der unter gesundheitlichen Problemen leidende Spörhase auf andere Art mit der Architektur: Er forschte grundlegend zu Historie und Topografie deutscher Städte und Regionen. Begleitet von seiner langjährigen Angestellten Ingeborg Wulff und deren Mann Dietrich Wulff, der als Fotograf und Fahrer mitwirkte, reiste er durch Westdeutschland. Dabei erarbeitete er die „Karten zur Entwicklung der Stadt. Das Werden des Stadtgrundrisses im Landschaftsraum“, die von Fachleuten bis heute als Quellen herangezogen werden und Spörhase bekannt machten. Der Kohlhammer Verlag gab zwischen 1968 und 1971 Werke zu Osnabrück, Rottweil, Ellwangen, Karlsruhe, Bern und Paderborn heraus. Als letztes Werk der Reihe entstand 1976 das Ruhrgebiet 1840, 1930, 1970.
In seiner Spätphase befasste sich Spörhase mit Städtebau als soziales Kunstwerk. Darin betrachtete er umfangreich verschiedene Epochen der Baugeschichte. Dieses Werk befindet sich heute im Hamburgischen Architekturarchiv.